# André Zylberberg
Pour les articles homonymes, voir Zylberberg.
André Zylberberg, né le 20 décembre 1947 à Paris, est un économiste français, spécialiste du marché du travail. 
Actuellement à la retraite, il était directeur de recherche au CNRS et a été membre du Comité national de la recherche scientifique.

## Politique
En 2008, il est co-auteur avec Pierre Cahuc et Gilbert Cette d'un rapport critique contre le salaire minimum qui selon Laurent Mauduit, reprend « les thèses réactionnaires d'un Denis Olivennes ou d'un Alain Minc »

## Publications
En 2016, il publie avec Pierre Cahuc Le négationnisme économique, un ouvrage dans lequel les auteurs défendent l'idée que la science économique serait devenue une science expérimentale, et dans lequel ils reprochent à certains économistes et intellectuels de ne pas le reconnaître et d'ostraciser certaines publications scientifiques. L'ouvrage suscite une polémique.

### Polémique
Dans Le Point, Franz-Olivier Giesbert applaudit sa parution en affirmant : « C'est le livre qu'on attendait depuis des années ». Dans Alternatives économiques, Christian Chavagneux dénonce notamment la violence du ton. L'économiste Thierry Ribault leur reproche de pratiquer un « véritable détournement des idées et du positionnement moral de Robert Proctor pour servir leurs propres fins » et de produire « de l’ignorance avec méthode ». Les auteurs se défendent en expliquant que l'expression de négationnisme économique fait référence non pas à la contestation du génocide mais au négationnisme scientifique, expression utilisée dans les débats sur les sciences,  notamment par Robert Proctor dans son ouvrage Golden Holocaustet sur le blog du journal Le Monde, Passeur de Sciences, consacré aux sciences.  Selon les auteurs, le négationnisme scientifique serait la disqualification de l'état des connaissances produites par la communauté des chercheurs.
Pour Philippe Hugon, spécialiste de l’économie du développement, professeur émérite à l'université Paris-Nanterre et directeur de recherche à l’Iris, cet ouvrage renvoie à un débat contre les économistes hétérodoxes

## Ouvrages
- L’économie de partage : une solution pour l’emploi ?, Monographies d'économétrie, Éditions du CNRS, Paris, 1989.
- L’économie mathématique en France : 1870-1914, Economica, Paris, 1990.
- Economie du travail, De Boeck Université, 1996, avec Pierre Cahuc.
- Le marché du travail, De Boeck Université, 2001, avec Pierre Cahuc.
- Microéconomie du marché du travail, La Découverte, Collection Repères, Paris, 2003, avec Pierre Cahuc.
- Le chômage, fatalité ou nécessité ?, Flammarion, Paris, 2004, avec Pierre Cahuc
  - Prix Mutation et Travail 2004,
  - European Economic Book Award (Prix Européen du Livre d’Economie) 2004,
  - Prix Manpower de l'Ouvrage de Ressources Humaines 2005,
  - Prix Zerilli-Marimo de l'Académie des sciences morales et politiques 2006).
- Labor Economics, MIT Press, 2004, Cambridge, with Pierre Cahuc.
- The natural survival of work, MIT Press, 2006, Cambridge, with Pierre Cahuc.
- Réglementation du temps de travail, revenu et emploi, Rapport pour le Conseil d'analyse économique, juin 2007, avec Patrick Artus et Pierre Cahuc [lire en ligne]
- Les réformes ratées du Président Sarkozy, avec Pierre Cahuc, Flammarion, 2009.
- La fabrique de la défiance... et comment s'en sortir, en collaboration avec Pierre Cahuc et Yann Algan, Éditions Albin Michel, 2012
- Le négationnisme économique, et comment s'en débarrasser, avec Pierre Cahuc, Flammarion, 2016,  (ISBN 978-2081379152)